# 安楽県 (江蘇省)
安楽県（あんらく-けん）は中華人民共和国江蘇省にかつて存在した県。現在の連雲港市灌雲県の一部に相当する。
南北朝時代、梁により設置された彭城県を前身とする。東魏により安楽県と改称され、北斉により廃止された。